# Jerzy Plebański
Jerzy Plebański (n. 7 mai 1928, Varșovia, Polonia – d. 24 august 2005, Mexic) a fost un fizician-teoretician polonez, cunoscut pentru cercetările sale în domeniul teoriei gravitației și a relativității.

## Biografie
În anii celui de-al doilea Război Mondial a studiat la un liceu din Cernăuți și la Universitatea din Cernăuți. În anul 1954 a obținut doctoratul la Universitatea din Varșovia, sub îndrumarea lui Wojciech Rubinowicz, după care a început să lucreze la nou-înființatul Institut de fizică teoretică al Universității din Varșovia, avându-l drept colaborator pe renumitul Leopold Infeld, colaborator al lui Albert Einstein la Universitatea Princeton. Au cercetat împreună problema mișcării în cadrul Relativității generale. În anii 1958-1962 a fost vice-decan al facultății de fizică a Universității din Varșovia.  
În anul 1958 a călătorit în SUA și a petrecut doi ani acolo, mai întâi ca profesor invitat la Institutul de studii avansate de la Princeton, unde a colaborat cu John Stachel, Peter Havas și John Archibald Wheeler, iar mai târziu la Universitatea California din Los Angeles. S-a întors în Polonia în 1960 și s-a căsătorit în același an cu Anna Lazarowicz.
În anii 1962-1967 soții Plebański s-au aflat în Mexic, care era o țară neutră și era acceptată de autoritățile polone pentru vizite și colaborări cu scop științific. Jerzy Plebański a fost invitat să predea la Centro de Investigaciones y de Estudios Avanzados (CINVESTAV) al Institutului Politehnic Național din Ciudad de México.
După ce s-a reîntors în Polonia a îndeplinit funcția de vicerector al Universității din Varșovia în perioada 1969-1973. Soții Plebański au imigrat definitiv în Mexic în anul 1973, iar Jerzy s-a întors la același centru de studii avansate CINVESTAV, unde a rămas până în anul morții sale, 2005. El i-a invitat acolo în nenumărate rânduri pe colegii fizicieni din Polonia și a menținut relații apropiate cu Universitatea din Varșovia.

## Activitatea științifică
Activitatea științifică a lui Plebański a urmărit cercetarea a cinci aspecte principale:
- Electrodinamica neliniară și metode de cuantificare.
- Ecuații de mișcare relativiste: ecuațiile Einstein–Infeld–Hoffmann, „aproximația rapidă”.[4][5]
- Conexiuni cu teoria spinorilor.
- Tensorul Plebański.[6]
- Acțiunea Plebański. Toate soluțiile de vid și autoduale ale ecuațiilor lui Einstein satisfac aceeași ecuație, numită „ecuația cerească”.

Plebański este cunoscut pentru cercetarea problemei mișcării în cadrul relativității generale (în colaborare cu Bohdan Mielnik) și pentru găsirea unei noi soluții a ecuațiilor Einstein de tip D după clasificarea Petrov, în colaborare cu Marek Demianski.